# Projekt 69
Bei dem Projekt 69, besser bekannt unter dem Namen Kronschtadt-Klasse, handelte es sich um zwei Schlachtkreuzer der sowjetischen Marine, die offiziell allerdings nur als schwere Kreuzer klassifiziert wurden. Sie wurden 1939 auf Kiel gelegt, allerdings nie fertiggestellt. Die Arbeiten an diesen wurden mit dem Überfall der Wehrmacht auf die Sowjetunion eingestellt.

## Geschichte
Die Schlachtkreuzer der Kronschtadt-Klasse gehen auf Forderungen aus der Mitte der 1930er-Jahre zurück, als nach einem „großen Kreuzer“ gesucht wurde, dessen primäre Funktion die Bekämpfung feindlicher 10.000-t-Kreuzer sein sollte, die nach dem Washington Flottenabkommen konstruiert wurden. Die Sowjetunion war an diesem Abkommen selbst nicht beteiligt und unterlag dementsprechend auch nicht dessen Beschränkungen. Als die sowjetische Marine Ende 1935 zahlreiche Entwürfe abgelehnt hatte, begann man neue Anforderungen zu formulieren, die im Projekt 22 mündeten. Das Projekt 22 sah einen Kreuzer der 20.000- bis 23.000-t-Klasse vor, der als Hauptbewaffnung neun 254-mm-Kanonen in drei Drillingstürmen tragen sollte. Des Weiteren war eine Höchstgeschwindigkeit von 34 kn bei einer effektiven Reichweite von 8000 Seemeilen vorgesehen. Das Projekt 22 litt unter Verzögerungen, nachdem zwei Konstrukteure als Folge von Stalins großer Säuberung verhaftet und erschossen worden waren. Mit dem Abschluss des britisch-sowjetischen Flottenabkommen von 1937 sowie dem Stapellauf der Scharnhorst-Klasse Ende 1936 waren die ursprünglichen Anforderungen nun überholt. Gegen die neuen deutschen Schlachtschiffe wäre die Kreuzer des Projektes 22 nicht konkurrenzfähig gewesen. Deshalb wurde dieses Programm zusammen mit dem Projekt 21, das die Entwicklung eines 30.900-t-Schlachtschiffes vorsah, gestrichen und durch das Projekt 69 ersetzt.

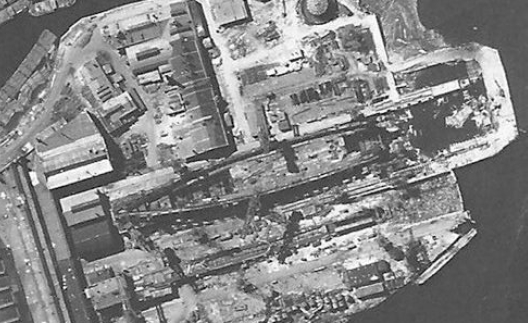
Aufklärungsfoto der Luftwaffe von der Kronschtadt am 1. Juni 1942

Die neuen Forderungen, die Schiffe der deutschen Scharnhorst-Klasse, der französischen Dunkerque-Klasse und der japanischen Kongō-Klasse bekämpfen zu können, führte zu der neuen Hauptbewaffnung von 305-mm-Kanonen für das Projekt 69. Die Verteilung in drei Drillingstürmen wurde beibehalten. Die Wasserverdrängung stieg allerdings auf 32.500 t. Dadurch war es nicht mehr möglich, die Höchstgeschwindigkeit von 34 kn zu erreichen, weshalb die Forderung auf 32 kn gesenkt wurde. Auch die Forderung nach einer Gürtelpanzerung von 260 mm war mit den restlichen Leistungsdaten nicht vereinbar und musste auf 230 mm reduziert werden. Auch auf eine Torpedobewaffnung wurde aus technischen Gründen verzichtet. Am 10. Juli 1938 wurde die aktualisierte Entwurfsspezifikation genehmigt. Obwohl die Schiffe längst die Ausmaße von Schlachtkreuzern hatten und auch das Anforderungs- und Einsatzprofil diesem entsprach, wurde die Klassifizierung als schwere Kreuzer beibehalten. So kam es dazu, dass im Fünf-Jahres-Plan der Bau von vier schweren Kreuzern des Projektes 69 im Zeitraum von 1938 bis 1942 beschlossen wurde.
Die Kronschtadt wurde am 30. November 1939 in der Leningrader Werft 194 auf Kiel gelegt. Das zweite Schiff der Serie, die Sewastopol, war bereits am 5. November in der am Schwarzen Meer gelegenen Werft 200 auf Kiel gelegt worden. Beide Schiffe sollten 1943 fertiggestellt werden.
Die Entwicklung der neuen Hauptbewaffnung, die 305-mm-L/55-B-50-Kanonen in MK-15-Drillingstürmen, sorgte von Anfang an für Probleme. Diese Geschütze basierten auf den 305-mm-L/55-B-36-Kanonen in MK-2-Türmen, die für die nicht realisierten, „leichten Schlachtschiffe“ des Projektes 25 entworfen worden waren. Um diese Probleme zu umgehen, griff Stalin auf das Handelsabkommens zwischen Deutschland und der Sowjetunion zurück. Er fragte zunächst nach der 28-cm-Schnelladekanone C/34, die auch auf der Scharnhorst-Klasse verwendet wurden, an. Deutschland beantwortete diese Anfrage damit, dass es möglich sei, diese Bewaffnung auf der Kronschtadt-Klasse zu installieren, diese aber nicht mehr in Produktion sei. Ein Neustart der Produktion sei aber möglich. Daraufhin fragte Stalin nach der 38-cm-Schnelladekanone C/34 der Bismarck. Da Krupp noch sechs unvollständige Türme auf Lager hatte, die ursprünglich für die Umrüstung der Scharnhorst und Gneisenau vorgesehen waren, aber durch den Kriegsausbruch nicht durchgeführt werden konnte, stimmte Deutschland dem Verkauf zu. Am 1. August 1940 wurde die Umrüstung der Kronschtadt und der Sewastopol auf die deutsche Bewaffnung beschlossen. Das Projekt wurde daraufhin als „69I“ bzw. „69-I“ bezeichnet. Das Abkommen über die Lieferung der Kanonen und Feuerleitsysteme wurde am 30. November und 23. Dezember 1940 jeweils mit den Firmen Krupp und Siemens unterzeichnet. Allerdings kam es vor dem Überfall der Wehrmacht auf die Sowjetunion zu keiner Lieferung mehr. Die Arbeiten an den beiden Schiffen wurde am 10. Juli 1941 eingestellt. Nach dem Kriegsende wurden die Überreste beider Schiffe verschrottet.